# Клеарх од Хераклеје
Клеарх од Хераклеје (око 390. п. н. е. до 353/352. п. н. е.) је био тиранин понтске Хераклеје од око 364. п. н. е. до 353/352. п. н. е. Био је прогнан из Хераклеје, а онда га је хераклејски сенат звао да се врати да би сузбио демократски покрет. По повратку Клеарх је срушио олигархију, протерао олигархе, отео им имовину и успоставио тиранију, коју су наставили његови наследници.

## Ране године
Клеарх је као млади аристократа рано дошао у Атини у додир са великим филозофима. Око четири године био је Исократов ученик, а слушао је и Платона. Када се вратио у Хераклеју учествовао је у политичкој борби између две струје, па је био прогнан из Хераклеје.

## Повратак у Хераклеју
Хераклејска олигархија имала је проблема са народом, који је тражио укидање дугова и поделу богаташке земље. У Хераклеји је претила побуна, а како олигарси нису успевали да добију помоћ ни од Атињана ни од Тебанаца обратили су се Клеарху, кога су раније били протерали из града. Хераклејски сенат је због тога позвао Клеарха из изгнанства 364. пре н. е, са циљем да угуши народне захтеве. Клеарх се најпре договорио са Митридатом од Кија да изда Хераклеју под условом да онда Митридат Клеарху повери управљање градом. Међутим, пошто је Клеарх схватио да би могао да овлада градом без Митридатове помоћи, не само да је погазио споразум са Митридатом, него је позвао Митридата на састанак, заробио га и присилио га да плати велику откупнину.

## Успостава тираније
Када се вратио у Хераклеју на сличан начин се почео понашати и са олигарсима, који су га довели на власт. Уместо олигархије почео је да подржава народ. Обратио се народу и изјавио да више неће подржавати политику сената усмерену против народа. Од народа је онда добио врховно заповедништво и најамнике. Ухапсио је 60 сенатора, а остали су успели да побегну. Народ је био одушевљен падом олигархије. Клеарх је притворене сенаторе преплашио и од њих је изнудио велику откупнину, а након тога их је свеједно погубио. Клеарх је успоставио тиранију.

## Победа у рату против сенатора
Избегли олигарси су уз помоћ неколико градова припремали рат против Клеарха, а он је онда ослободио робове избеглих сенатора. Након тога терао је жене и ћерке избеглих сенатора да се ожене својим бившим робовима. Многе жене су изабрале смрт само да не доживе такво понижење. Клеарх је у великој бици победио сенаторе, а након битке вукао је сенаторе у тријумфалној поворци кроз град. Према заробљенима сенаторима није имао нимало милости.

## Атентат на Клеарха
Клеарх је почео да се назива сином Зеуса, носио је пурпур, круну и друга обележја краљева. Свога сина назвао је Кераун (гром). Живио је у сталном страху од атентата. Било је много неуспелих покушаја атентата на њега. Двојица младих аристократа, Платонових ученика, припремили су 353. п. н. е. атентат на Клеарха. Одобрен им је разговор са тиранином у његовој тврђави. Крај тврђаве у заседи су оставили око 50 својих присталица, а они су у тврђави за време разговора убили тиранина, а онда су и сами страдали од Клеархове гарде. Према Мемнону двојица младих аристократа убили су Клеарха за време јавнога жртвовања, а према Диодору за време Дионизијевих свечаности.

## Наследници
Клеарх је укупно владао 12 година. Клеарха је наследио његов брат Сатир, који је владао на сличан начин као тиранин Хераклеје на Понту. Сатир је владао као регент у име Клеархових синова Тимотеја и Дионизија од Хераклеје.